# Sana'a

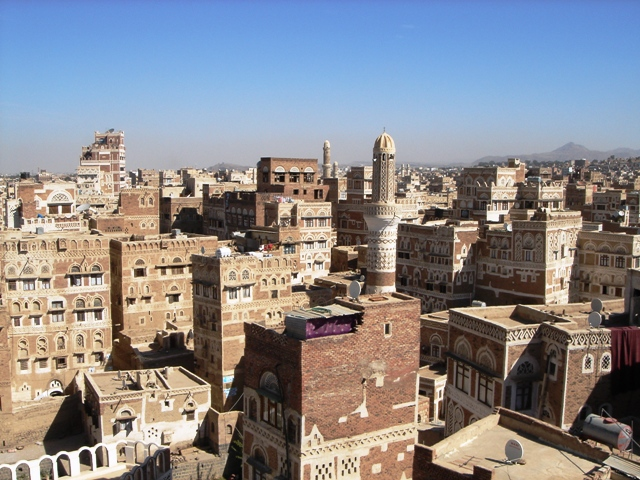
Sana'a

Sana'a este capitala Yemenului.

## Patrimoniu mondial UNESCO
Orașul vechi istoric Sana'a a fost inclus în anul 1988 pe lista patrimoniului cultural mondial UNESCO.